# Pihlajasaaret
Pihlajasaaret (en suédois : Rönnskären) est un groupe de petites îles. Elles appartiennent au quartier Ulkosaaret à Helsinki.

## Description
Les îles Pihlajasaaret sont situées à environ 3 km du centre d’Helsinki en face de Kaivopuisto et leur surface totale est d'environ 26 hectares. Les îles qui forment le groupe sont Itäinen Pihlajasaari, Läntinen Pihlajasaari, Vadelmakupu et quelques îlots comme Lokkiluoto, Pihlajakari ou Lasimestarinletto.  Depuis leur ouverture au public en 1928 les îles Pihlajasaaret sont très fréquentées l'été pour leurs plages, leur port de plaisance et leur restaurant.
Les îles Itäinen Pihlajasaari et Läntinen Pihlajasaari sont reliées par un pont, c'est pourquoi l'on parle souvent de l’île de Pihlajasaari. Il reste d'anciennes villas et le paysage est fait de rochers, de forêts et de plages de sable.

## Transport
On y accède en navette maritime du port Merisatama et de Ruoholahti.

## Histoire
Pendant la Guerre de Crimée Les îles Pihlajasaaret sont déboisés afin que l’ennemi ne puisse se cacher en forêt. En août 1855 Suomenlinna sera pourtant pilonné à partir d'un endroit poche des îles Pihlajasaaret. Pendant la même guerre un navire russe Pihlajasaaren kuulahylky coulera au sud des îles.

## Galerie photographique

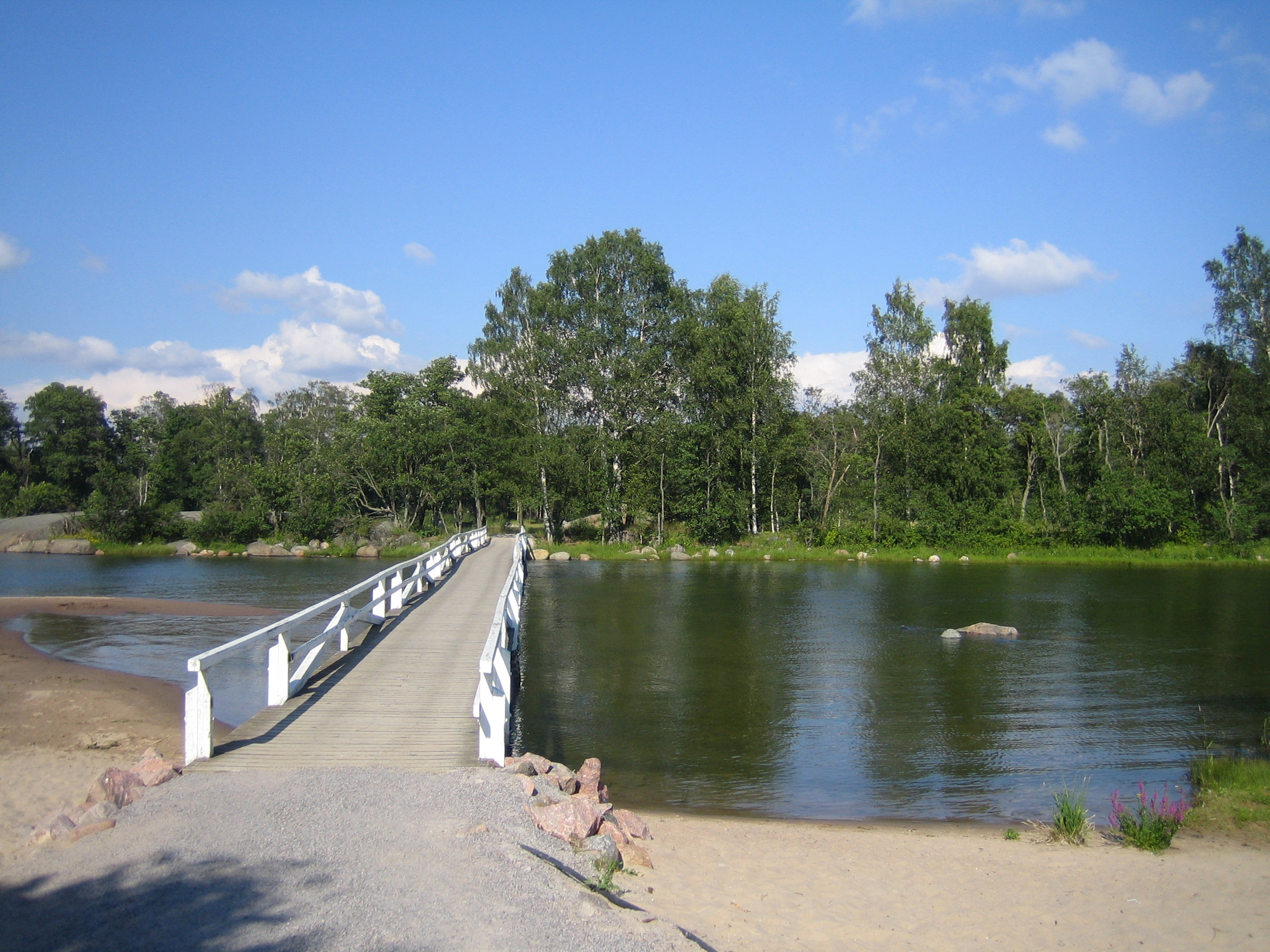
Pont entre Läntinen Pihlajasaari et Itäisen Pihlajasaari.
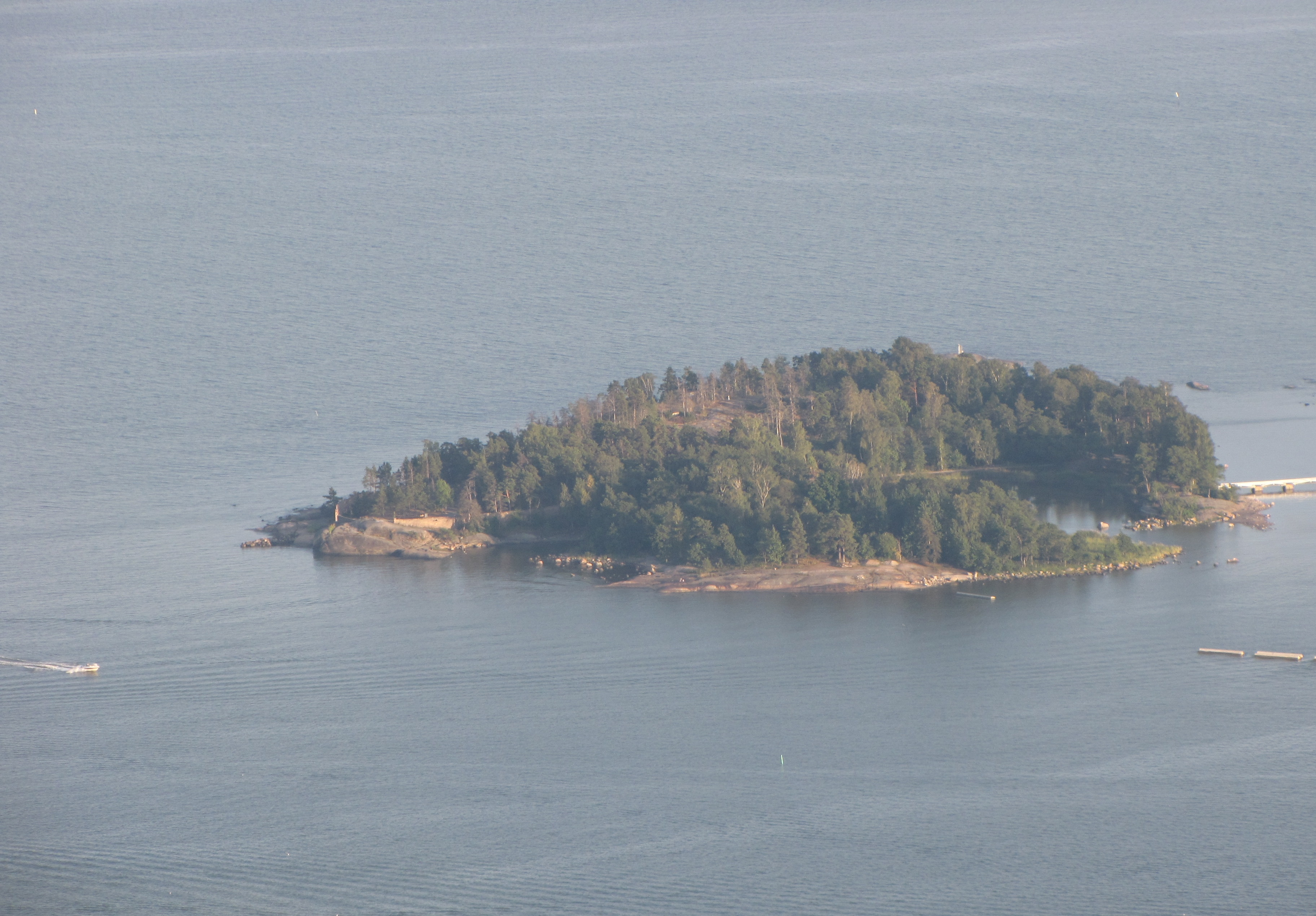
Itäinen Pihlajasaari.
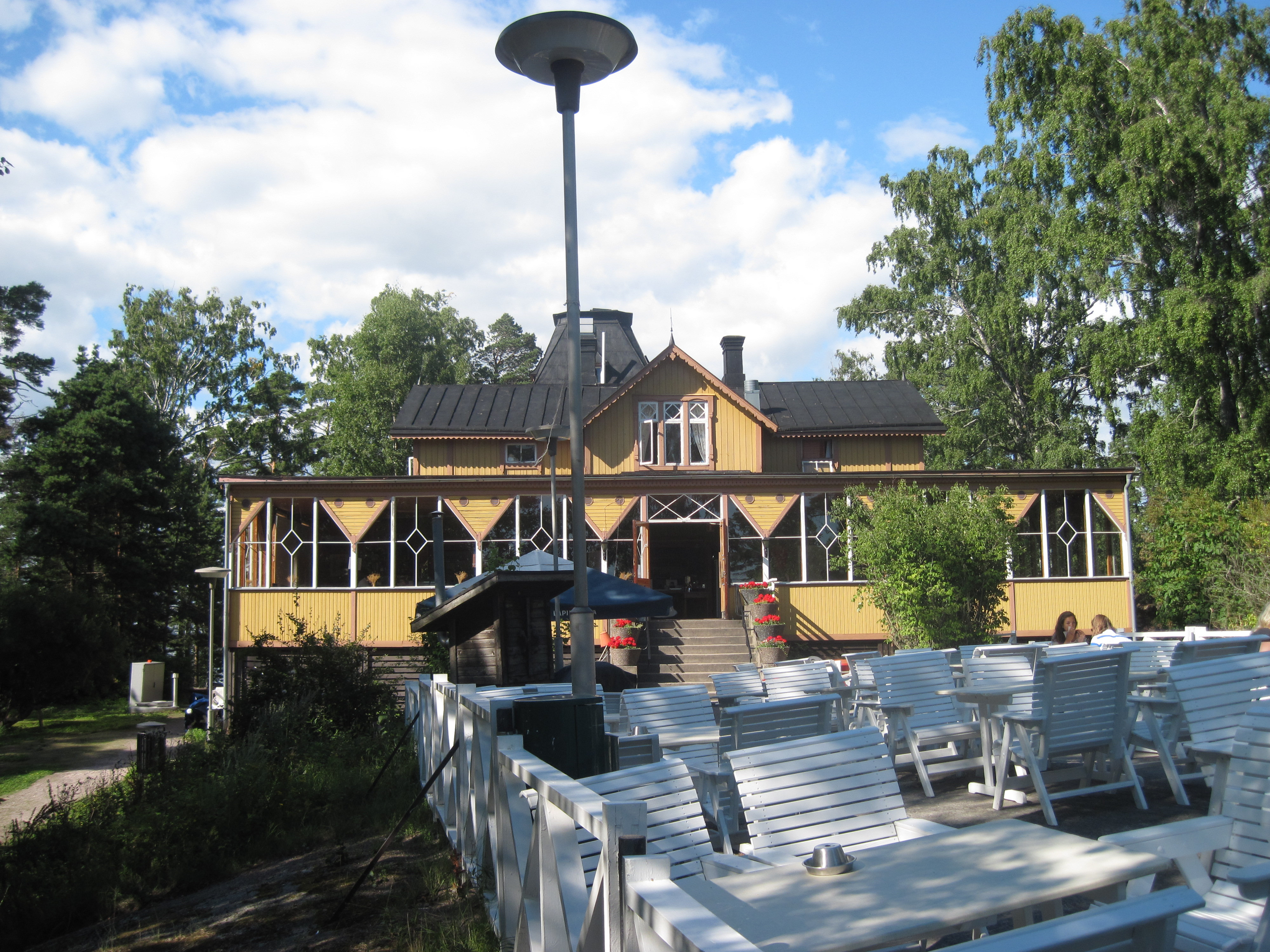
Restaurant d'été de Pihlajasaari (Villa Hällebo).
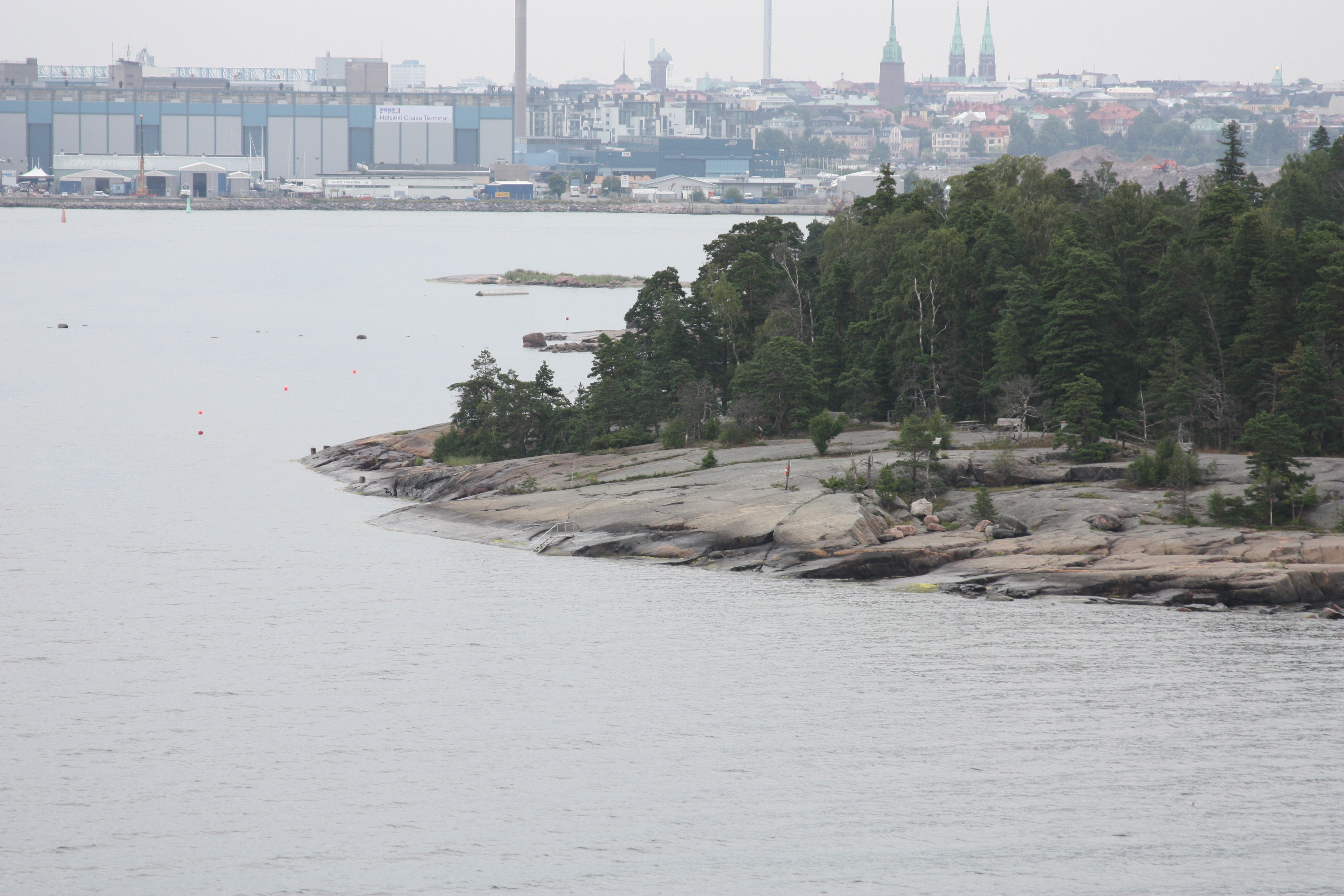
Helsinki vu de Pihlajasaari.
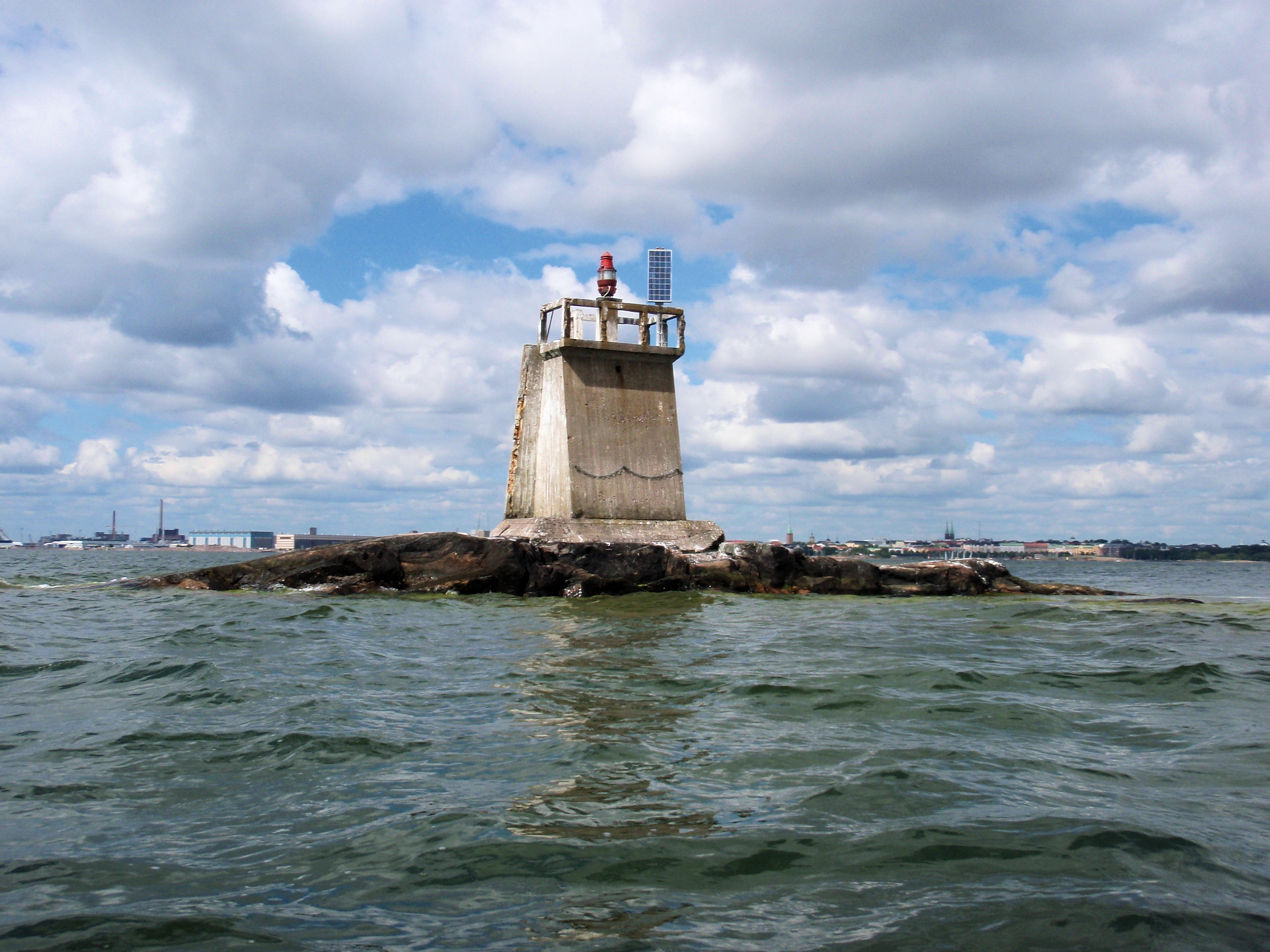
Ilot Lokkiluoto et son phare.
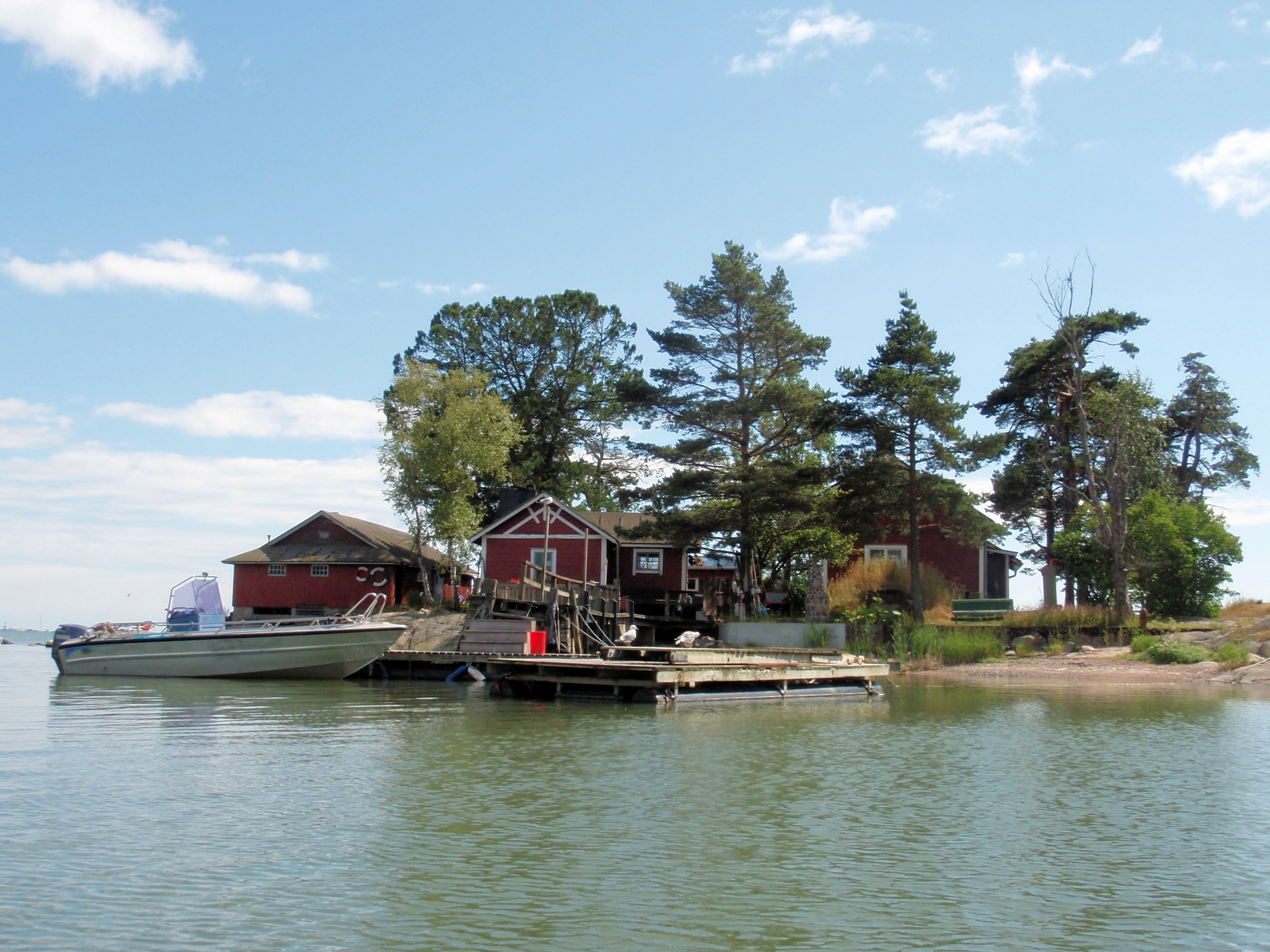
l'île Vadelmakupu.
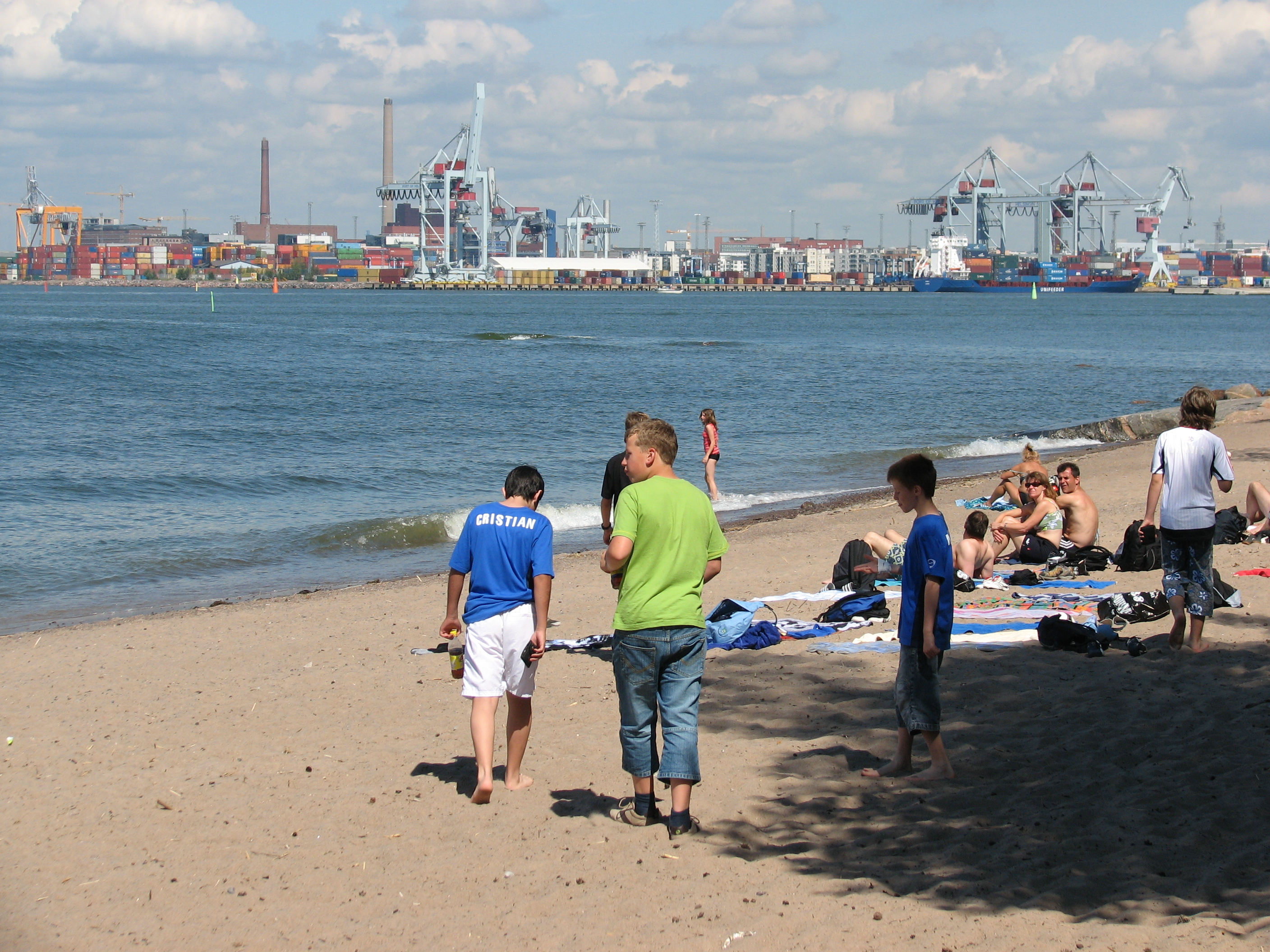
Port d’Helsinki vu d'une plage de Pihlajasaari.